# Хидензе
Хидензе (њем. Hiddensee) општина је у њемачкој савезној држави Мекленбург-Западна Померанија. Једно је од 42 општинска средишта округа Риген. Према процјени из 2010. у општини је живјело 1.061 становника. Посједује регионалну шифру (AGS) 13061017. Општина је добила име по истоименом острву у Балтичком мору.

## Географски и демографски подаци
Хидензе се налази у савезној држави Мекленбург-Западна Померанија у округу Риген. Општина се налази на надморској висини од 1 метра. Површина општине износи 19,0 km². У самом мјесту је, према процјени из 2010. године, живјело 1.061 становника. Просјечна густина становништва износи 56 становника/km².